# Griffin (US-amerikanische Band)
Griffin ist eine US-amerikanische Power- und Speed-Metal-Band aus San Francisco, Kalifornien, die im Jahr 1982 gegründet wurde, sich ca. 1986 auflöste und ca. 2011 wieder zusammenfand.

## Geschichte
Sänger McKay hatte bereits zuvor im Jahr 1980 mit Rick Cooper und Rick Wagner zusammen in einer Band namens Sinister Angel gespielt. Nach etwa zwei Jahren jedoch brach das Projekt auseinander. Rick Wagner und McKay spielten daraufhin einige Monate lang bei Metal Church, bis sie 1982 Griffin gründeten. Die Gruppe bestand hierbei aus Sänger William Roderick McKay, Schlagzeuger Rick Wagner und dem Gitarristen Rick Cooper. Als Bassist kam kurze Zeit später Dan Levitan zur Band. Nachdem im Jahr 1982 ein erstes Demo veröffentlicht worden war, kam Henry Hewitt als weiterer Gitarrist zur Band. Im Jahr 1983 folgte ein zweites Demo. Durch diese Demos erregte die Band die Aufmerksamkeit von Shrapnel Records und unterzeichnete im Jahr 1984 einen Vertrag bei diesem Label, wo im Februar 1985 das Debütalbum Flight of the Griffin erschien, das schon im August 1984 aufgenommen worden war. Die Veröffentlichung hatte sich verzögert, da es Probleme mit den Fotos und dem Cover sowie mit der Pressung gab. Die Band bestand hierauf aus Sänger McKay, dem Gitarristen Michael „Yaz“ Jastrembski, dem Bassisten Thomas „Hawk“ Sprayberry, dem Gitarristen Rick Cooper und dem Schlagzeuger Rick Wagner. Das zweite Album Protectors of the Lair schloss sich 1986 an, worauf McKay den Gesang, Wagner das Schlagzeug und Cooper den Bass und die E-Gitarre spielte. Das Album erschien auf dem bandeigenen Label Griffin Records und wurde über Steamhammer vertrieben. Die Band löste sich etwas später auf.
In den Jahren 2011 und 2023 spielte die Band auf dem Keep-It-True-Festival.

## Stil
Auf ihrem Debüt Flight of the Griffin spielte die Band klassischen Speed Metal, wobei auch langsame, melodiöse Passagen eingestreut wurden. Die Lieder auf Protectors of the Lair weisen einen progressiven Charakter auf. Die Band klingt in etwa wie Flotsam and Jetsam, wobei auch Einflüsse aus dem Thrash Metal hörbar sind.

## Diskografie
- 1982: First Demo (Demo, Eigenveröffentlichung)
- 1983: 12 Song Demo (Demo, Eigenveröffentlichung)
- 1985: Flight of the Griffin (Album, Shrapnel Records)
- 1986: Protectors of the Lair (Album, Griffin Records / Steamhammer (Vertrieb))
- 2011: Live '82 (Single, Nuclear War Now! Productions)